# Memphis Belle

Memphis Belle (česky Memphiská kráska) je bombardér Boeing B-17F-10-BO Flying Fortress, který se v rámci 8. armády armádního letectva Spojených států za druhé světové války účastnil bojů proti nacistickému Německu. Byl to jeden z prvních bombardérů B-17, jehož posádce se podařilo splnit předepsaný limit 25 bojových misí, po nichž se v roce 1943 vrátila i s letounem zpět do USA. 
Příběh posádky inspiroval vznik dvou filmů: dokumentárního filmu Memphis Belle: A Story of a Flying Fortress z roku 1944 režiséra Williama Wylera  a hollywoodského hraného filmu Memphis Belle z roku 1990. 
V roce 2005 byla zahájena renovace letounu v National Museum of the United States Air Force na základně Wright-Patterson AFB v Daytonu ve státě Ohio, kde je také od roku 2018 vystaven. B-17 použitý v celovečerním filmu z roku 1990 je umístěn v National Warplane Museum ve městě Geneseo ve státě New York.

## Posádka

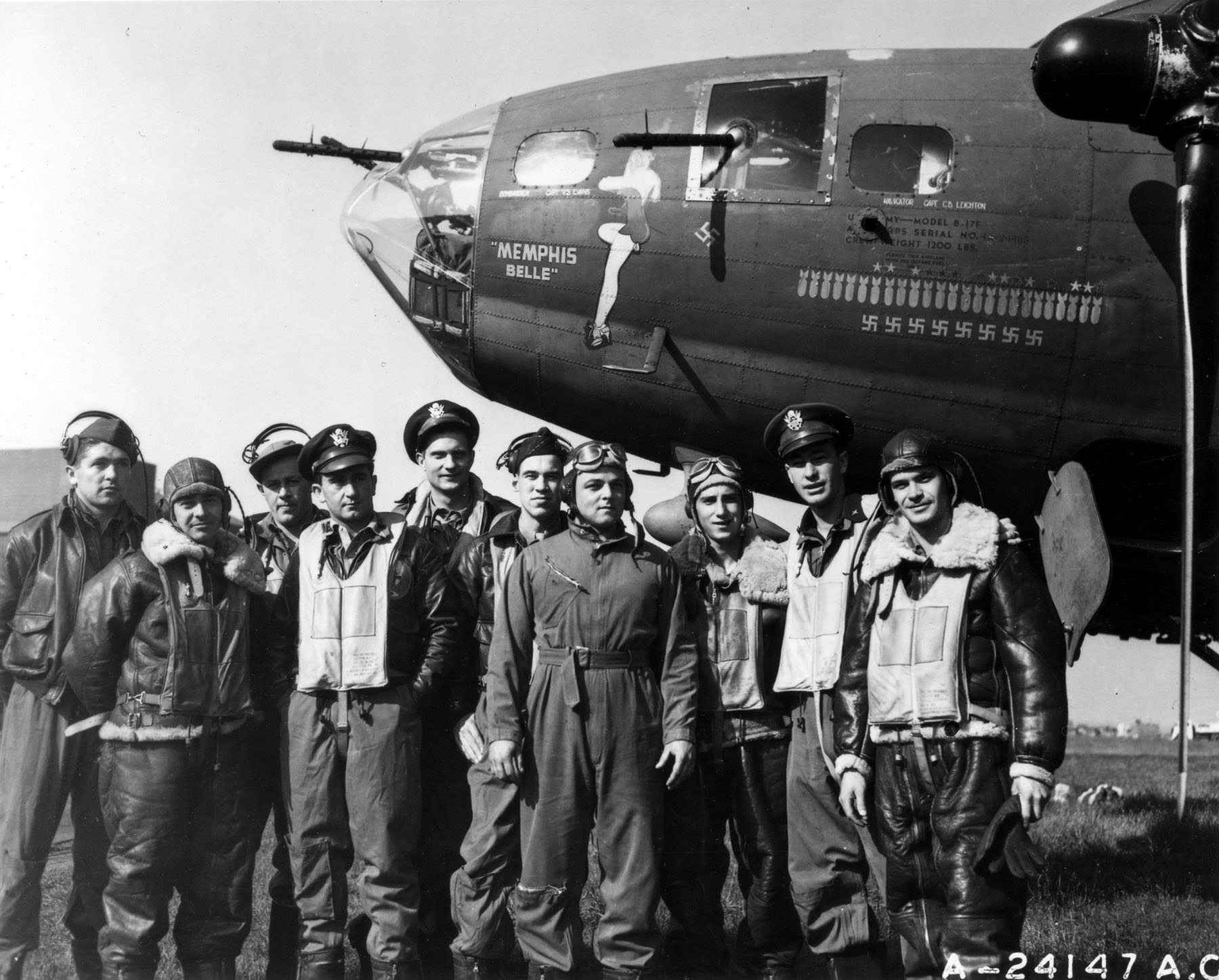
Posádka Memphis Belle, zleva: Harold P. Loch, Cecil H. Scott, Robert J. Hanson, James A. Verinis, Robert K. Morgan, Charles B. Leighton, John P. Quinlan, Casmer A. Nastal, Vincent B. Evans, Clarence E. Winchell

Posádku Memphis Belle tvořilo 12 mužů: 
- První pilot: Kapitán Robert K. Morgan
- Druhý pilot: Kapitán James A. Verinis
- Navigátor: Kapitán Charles B. Leighton
- Bombometčík: Kapitán Vincent B. Evans
- První inženýr/Horní střelecká věž: Leviticus „Levy“ Dillon
- Druhý inženýr/Horní střelecká věž: Eugene Adkins
- Třetí inženýr/Horní střelecká věž: Harold P. Loch
- Radista: Robert Hanson
- Spodní střelecká věž: Cecil Scott
- Pravá střelecká věž: E. Scott Miller
- Pravá střelecká věž: Casmer A „Tony“ Nastal
- Levá střelecká věž: Clarence E. „Bill“ Winchell
- Zadní střelecká věž: John P. Quinlan
- Šéf posádky: Joe Giambrone
- Maskot: Skotský teriér Stuka

## Historie bojového nasazení

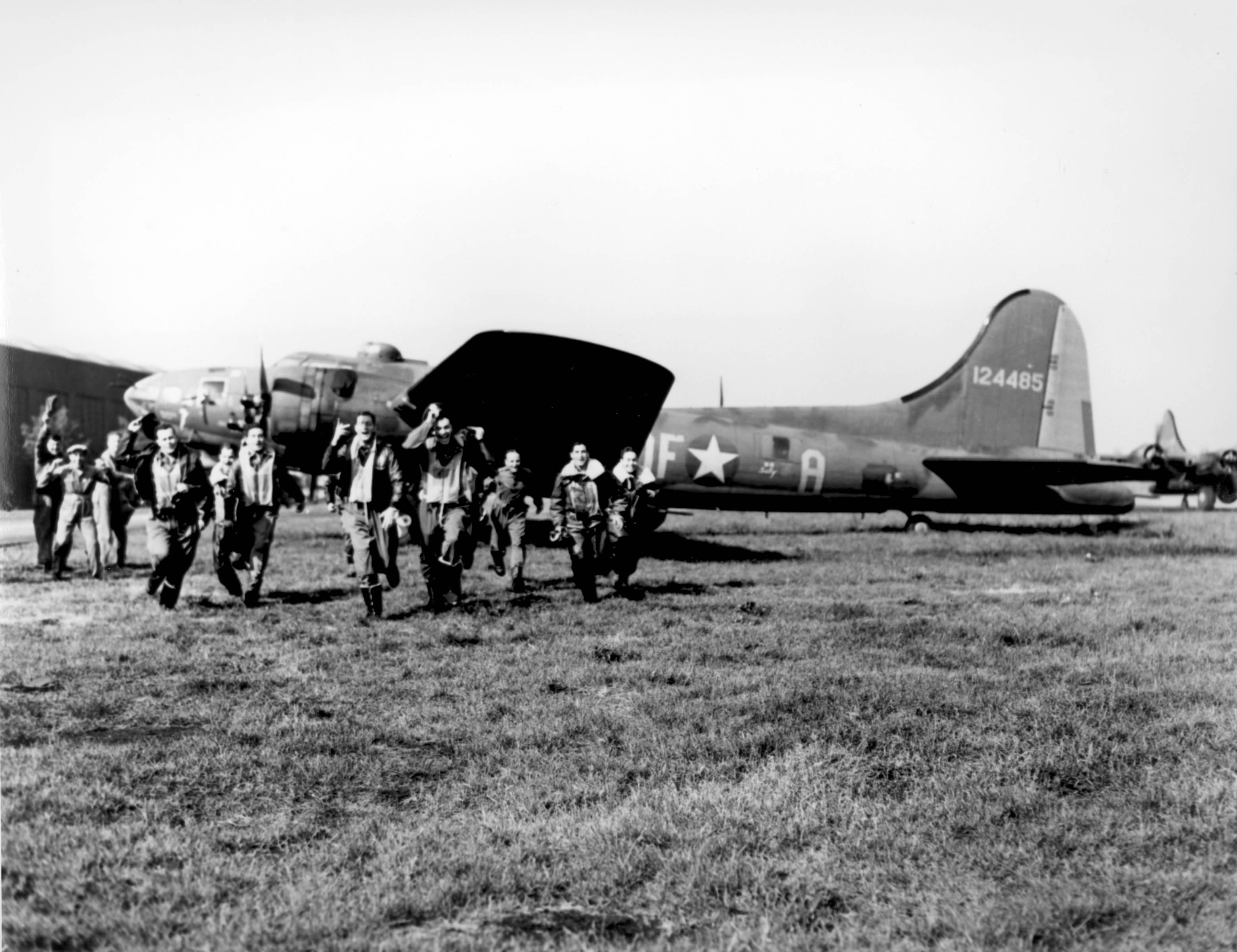
Posádka Memphis Belle po návratu z poslední 25. bojové mise. Všichni byli vyznamenáni Záslužným leteckým křížem a Leteckou medailí.

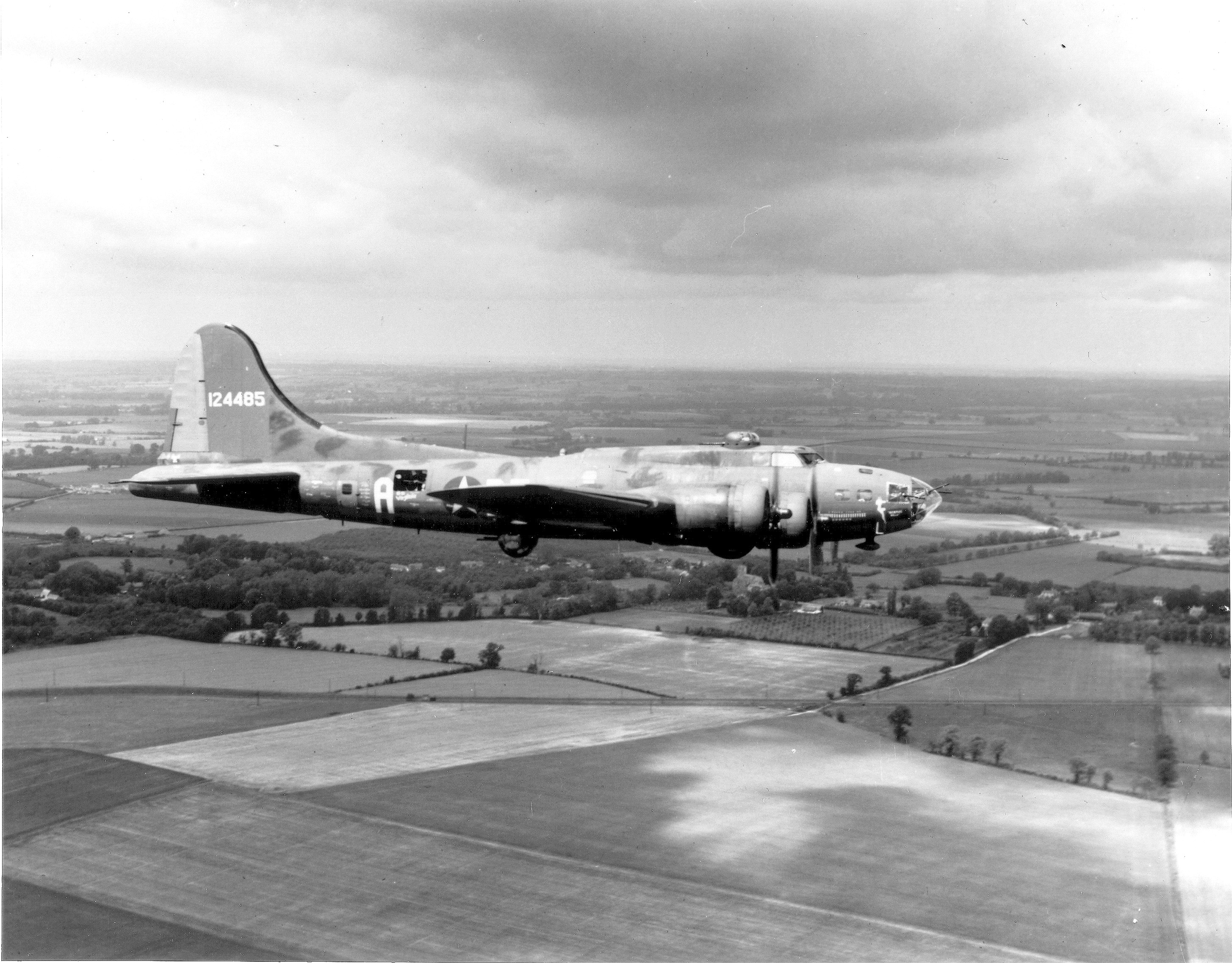
B-17 Memphis Belle na cestě zpět do USA 9. června 1943 poté, co úspěšně absolvovala 25 bojových misí ze základny RAF v Anglii.

Boeing B-17F-10-BO „Memphis Belle “, výrobní číslo 3470, sériové číslo USAAC 41-24485, byl zařazen do inventáře USAAF 15. července 1942 a v září 1942 dodán 91. bombardovací skupině na Dow Field v Bangoru ve státě Maine. Dne 30. září 1942 byl nasazen v Prestwicku ve Skotsku, 1. října se přesunul na dočasnou základnu RAF Kimbolton a konečně 14. října na stálou základnu RAF Bassingbourn v Anglii. Na obou stranách trupu nesl letoun identifikační označení jednotky a letounu B-17 324. bombardovací perutě s kódem perutě „DF“ a písmenem „A“.
Posádka kapitána Roberta K. Morgana odlétala s 324. bombardovací perutí 25 bombardovacích misí, při kterých sestřelila osm německých letadel. S výjimkou čtyř byly všechny s letounem Memphis Belle:
- 7. listopadu 1942 – Brest, Francie
- 9. listopadu 1942 – St. Nazaire, Francie
- 17. listopadu 1942 – St. Nazaire, Francie
- 6. prosince 1942 – Lille, Francie
- 20. prosince 1942* – Romilly–sur–Seine, Francie
- 30. prosince 1942 – Lorient, Francie
- 3. ledna 1943 – St. Nazaire, Francie
- 13. ledna 1943 – Lille, Francie
- 23. ledna 1943 – Lorient, Francie
- 14. února 1943 – Hamm, Německo
- 16. února 1943 – St. Nazaire, Francie
- 27. února 1943* – Brest, Francie
- 6. března 1943 – Lorient, Francie
- 12. března 1943 – Rouen, Francie
- 13. března 1943 – Abbeville, Francie
- 22. března 1943 – Wilhelmshaven, Německo
- 28. března 1943 – Rouen, Francie
- 31. března 1943 – Rotterdam, Nizozemsko
- 16. dubna 1943 – Lorient, Francie
- 17. dubna 1943 – Brémy, Německo
- 1. května 1943 – St. Nazaire, Francie
- 13. května 1943 – Meaulte, Francie
- 14. května 1943 – Kiel, Německo
- 15. května 1943 – Wilhelmshaven, Německo
- 17. května 1943 – Lorient, Francie
- 19. května 1943* – Kiel, Německo

* Zdroje se neshodují v tom, za které dvě z těchto tří misí získala Memphis Belle zápočty.
Morganova posádka absolvovala následující mise v jiných letounech B-17 než Memphis Belle:
- 4. února 1943 - Emden, Německo (v B-17 DF-H 41-24515 „Jersey Bounce“).
- 26. února 1943 - Wilhelmshaven, Německo (v B-17 41-24515).
- 5. dubna 1943 - Antverpy, Belgie (v B-17 41-24480 „Bad Penny“)
- 4. května 1943 - Antverpy, Belgie (v B-17 41-24527 „The Great Speckled Bird“)

Bombardér Memphis Belle se vrátil do Spojených států 8. června 1943.
Jako první všech 25 bojových misí dokončila posádka bombardéru B-17 „Hell's Angels“ (41-24577) 303. bombardovací skupiny dne 13. května 1943. Týden před tím, než se to povedlo posádce Memphis Belle.

## Původ názvu
Letoun byl pojmenován po Margaret Polk, dívce prvního pilota Roberta Morgana , která pocházela z Memphisu ve státě Tennessee. Morgan původně zamýšlel bombardér pojmenovat Little One. Poté, co Morgan a druhý pilot Jim Verinis zhlédli celovečerní film Dáma na jednu noc, v němž hlavní postava vlastní říční loď jménem Memphis Belle, navrhl toto jméno své posádce. Morgan poté kontaktoval George Pettyho z redakce časopisu Esquire a požádal ho o kresbu pinupu, který by se k tomuto jménu hodil. Petty mu jej poskytl z dubnového čísla časopisu z roku 1941. 
Výtvarník 91. letky, desátník Tony Starcer, okopíroval a přenesl Pettyho kresbu na obě strany přední části trupu, přičemž na levoboku letounu byly zobrazeny její plavky v modré barvě a na pravoboku v červené. Na přídi letounu se později objevilo 25 siluet bomb, jedna za každý zápočet mise, a osm nacistických hákových křížů, jeden za každý německý letoun, jehož sestřelení si posádka nárokovala. Jména členů posádky pod okny stanoviště byla na bombardér napsána až po skončení jeho služby.

## Poválečná historie
Ve svých pamětech Morgan uvádí, že během svého propagačního turné po USA proletěl s Memphis Belle v náklonu 60° mezi budovami soudu a radnice svého rodného města Asheville v Severní Karolíně. Obě vysoké budovy jsou od sebe vzdálené jen asi 20 m.
Dne 23. prosince 1943 byl Memphis Belle po ukončení bojového nasazení u 8. letecké armády 91. bombardovací skupiny v Evropě a následném propagačním turné po USA přidělen na základnu MacDill Air Force Base na Floridě. Zde se stal výcvikovým letounem posádek B-17 a pozemního personálu a zůstal zde až do konce války v Evropě. Poté letoun přeletěl na leteckou základnu Altus AAF v Oklahomě, kde byl uskladněn.

### Umístění v Memphisu
Po válce zachránil letoun před sešrotováním starosta Memphisu Walter Chandler. Zařídil, aby město Memphis letoun koupilo za 350 USD (v přepočtu 5 031 USD v roce 2020). Do Memphisu byl převezen v červenci 1946 a uskladněn až do poloviny roku 1949, kdy byl vystaven ve zbrojnici Národní gardy. Až do 80. let 20. století stál pod širým nebem a pomalu chátral vlivem počasí a vandalismu, kdy lovci suvenýrů odstranili téměř všechno vnitřní vybavení. Nakonec v kokpitu nezůstaly žádné přístroje a prakticky každá odnímatelná část interiéru byla odcizena.
Na počátku 70. let 20. století daroval jiný starosta historický B-17 zpět do péče USAF, které svolilo jeho ponechání v Memphisu pod podmínkou, že bude udržován. Díky snaze místního sdružení Memphis Belle Memorial Association (MBMA) byl bombardér v roce 1987 přemístěn na ostrov Mud Island na řece Mississippi, kde byl vystaven v novém pavilonu pod velkou plachtou. Avšak stále byl vystaven přírodním živlům, v plachtě také hnízdili holubi a jejich trus bylo třeba z bombardéru neustále odstraňovat. Nespokojenost s tímto místem vedla ke snahám o vytvoření nového muzejního zařízení v Shelby County. V létě 2003 byl Memphis Belle rozebrán a převezen do restaurátorského zařízení na bývalé námořní základně Memphis v Millingtonu ve státě Tennessee, kde byly provedeny alespoň nejnutnější udržovací práce. 
V září 2004 Národní muzeum letectva Spojených států amerických, zjevně unavené neúspěšnými pokusy města Memphis o zachování letounu, oznámilo, že jej chce získat zpět k restaurování a případnému vystavení v muzeu na základně Wright-Patterson AFB. 
O snaze dobrovolníků v Memphisu, kteří se snažili zabránit zániku jednoho z nejslavnějších letadel vznikl dokumentární film The Memphis Belle: The Final Chapter in Memphis.

### Přesun do muzea v Daytonu

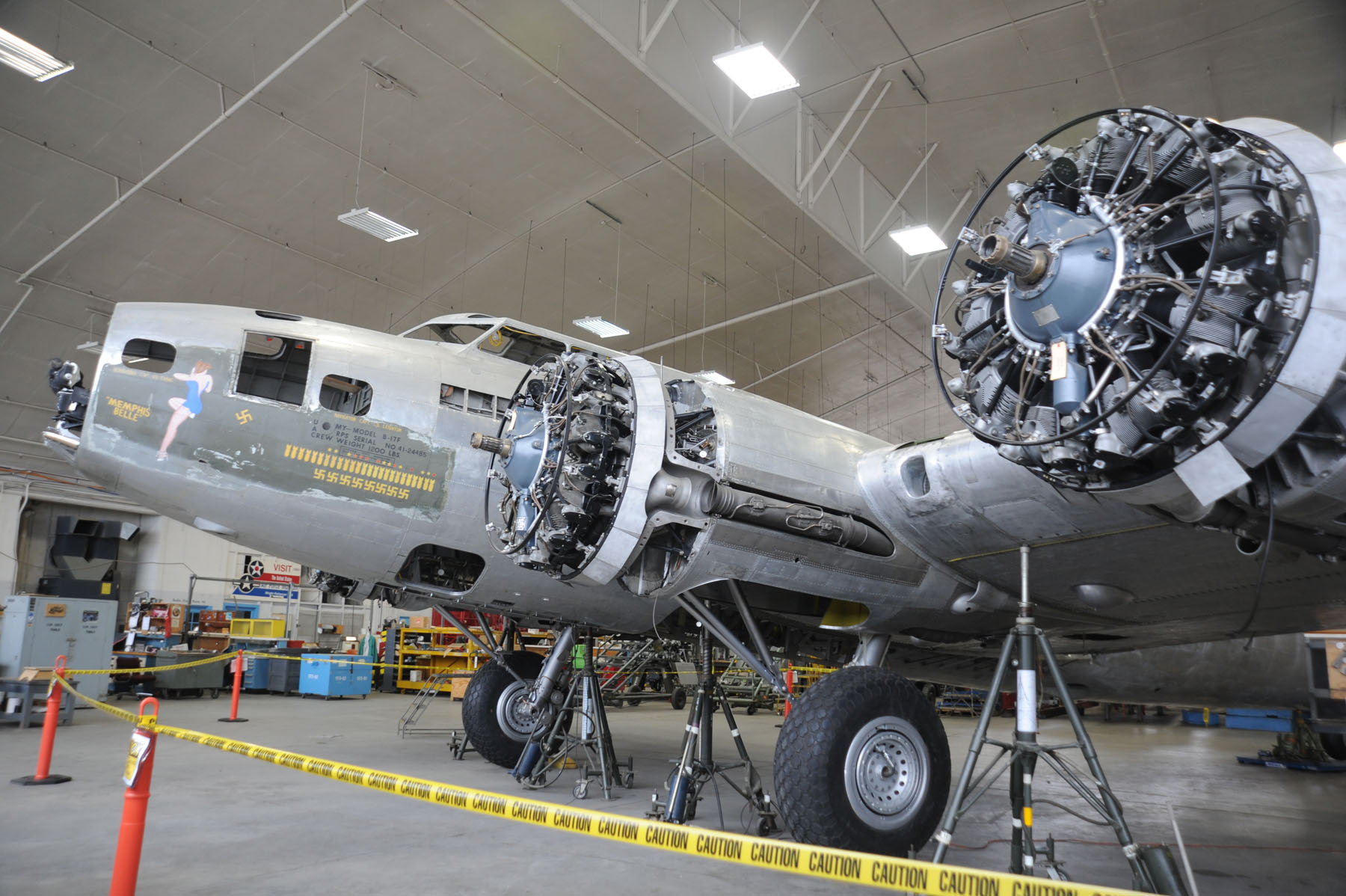
Memphis Belle během renovace v roce 2011

V srpnu 2005 MBMA oznámila, že nebude schopna zajistit dostatek peněz na obnovu letounu a splnit tak požadavek USAF, aby si bombardér mohla ponechat. Po závěrečné výstavě na letecké přehlídce v Millingtonu ve státě Tennessee se tak Memphis Belle v polovině října 2005 přesunul do Národního muzea letectva Spojených států amerických na základnu Wright-Patterson AFB poblíž Daytonu ve státě Ohio. Zde byl umístěn v jednom z restaurátorských hangárů.
Restaurování Memphis Belle se stalo jednou z priorit muzea. Bylo odhadnuto, že úplná obnova bombardéru může trvat osm až deset let. Restaurátorské práce začaly na jaře roku 2009. V květnu 2017 muzeum oznámilo, že chce dokončit obnovu Memphis Belle do 17. května 2018, kdy uplynulo 75 let od 25. mise tohoto letounu. Cíl se podařilo splnit a od tohoto data je Memphis Belle v muzeu vystaven.

## Film Memphis Belle

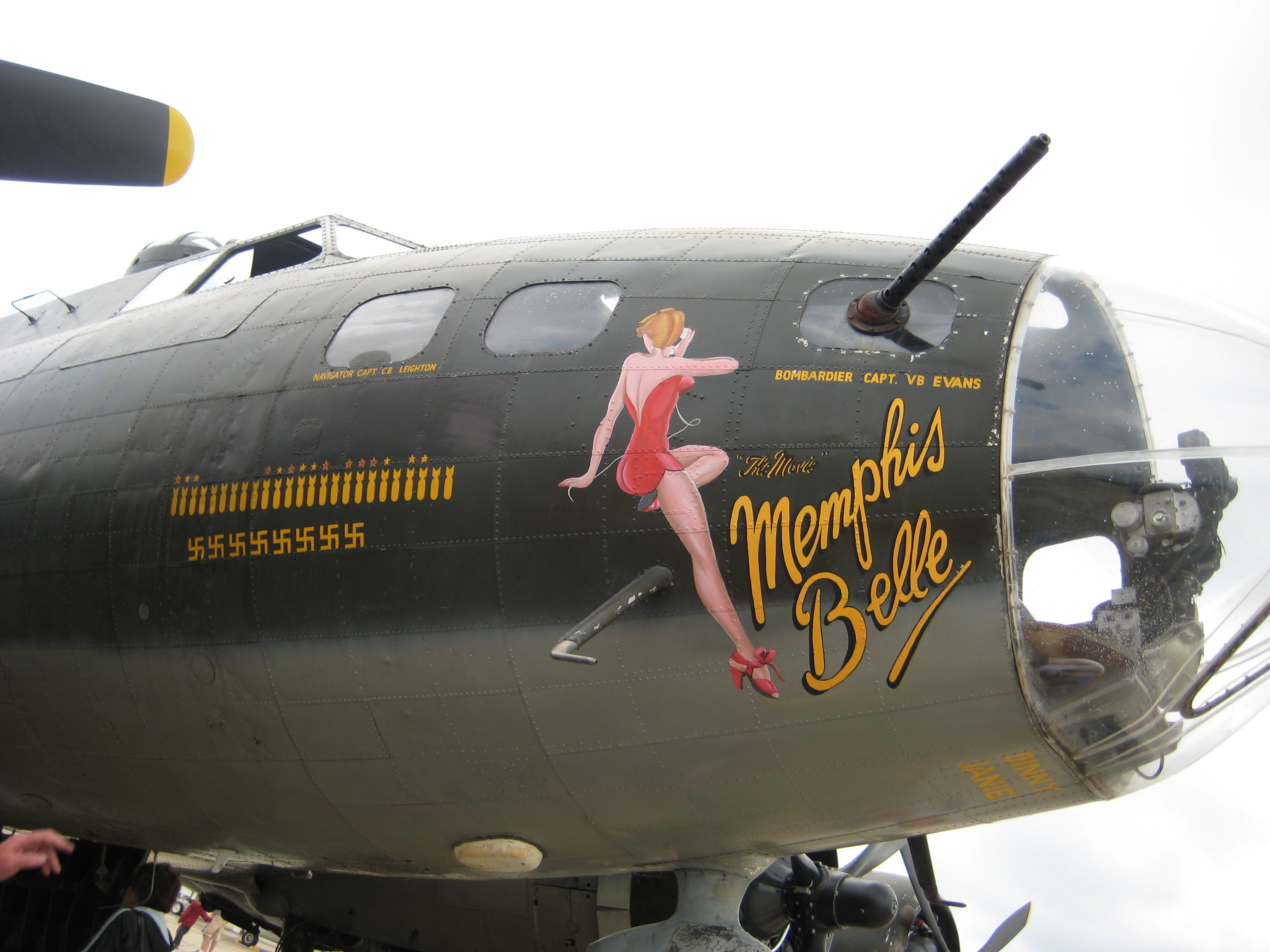
B-17, který ztvárnil Memphis Belle ve filmu z roku 1990, na leteckém dni na základně Andrews v roce 2008.

Pro natáčení britsko-amerického válečného dramatu z roku 1990 bylo použito celkem pět letuschopných B-17. Dva pocházely z USA, jeden B-17G „Sally B“ z Velké Británie a také dva francouzské průzkumné B-17G, z nichž jeden havaroval při startu během natáčení.
B-17G „Sally B“ použitý ve filmu, je poslední letuschopný B-17 ve Velké Británii a je umístěn v Imperial War Museum v Duxfordu. Je součástí USAAC World War II Memorial Flight a pravidelně podniká desítky vystoupení po Spojeném království a Evropě. O jeho údržbu a provoz se starají dobrovolníci financováni z darů.
Další různé exempláře B-17 byly využity jako kulisy a pozadí pro scény natáčené na letecké základně. Jeden z nich, B-17F „Boeing Bee“ sériové číslo 42-29782, je umístěn v Museum of Flight v Seattlu ve státě Washington. Byl kompletně restaurován a potenciálně opět letuschopný. 